# Єжи Миколай Гильзен
Єжи Миколай Гильзен (пол. Jerzy Mikołaj Hylzen; 6 грудня 1692, Дагда — 24 квітня 1775, Варшава, Річ Посполита) — єпископ РКЦ, великолитовський римо-католицький і державний діяч, письменник і перекладач.

## Біографія
Походив зі шляхетного роду Гильзенів.
11 жовтня 1738 обраний канцлером Вільнюського капітулу.
За допомогою Сапігів як регент королівської канцелярії 10 червня 1740 став великим литовським писарем.
13 лютого 1746 — призначений єпископом Смоленським (за іншими даними, 10 травня 1745). Титул був номінальним (Смоленськ належав Російській імперії) і єпископи жили у Варшаві.
У 1758 передав керівництво єпархією коад'ютору Гавриїлу Вадзінському.
У 1759 нагороджений орденом Білого Орла.
У вересні 1761 очолював церемонію коронації чудотворної ікони в містечку Бiлиничi  (поблизу Могильова, Східна Білорусь) за указом Папи Римського Бенедикта XIV.
17 липня 1763 пішов у відставку з єпархії.
Перекладав Паоло Сеґнері та Лоренцо Скуполі.

## Твори
- Wojna duchowna Wawrzyńca Scupoli (1746)
- Opisanie historyczne obyczajów pierwszych chrześcijan według Klaudiusza Fleury (1746)
- Reguły kazań (1747)
- Pisma Bożego… wybrane rozdziały (1755)